# Тучкова-Огарёва, Наталья Алексеевна
Наталья Алексеевна Тучкова-Огарёва (2 (14) июля 1829, с. Яхонтово Инсарского уезда Пензенской губернии — 30 декабря 1913 (12 января 1914), с. Старое Акшино Инсарского уезда Пензенской губернии) — российская мемуаристка.

## Биография
Дочь декабриста  А.А. Тучкова.
В 1849—1856 годах — жена Н. П. Огарева.
В 1857 году переехала в Лондон, где стала гражданской женой А. И. Герцена. Вела корректуру журнала «Колокол». 
После смерти Герцена занималась изданием его сочинений за границей.
В 1876 году вернулась в Россию.
В конце 1870-х годов начала писать «Воспоминания», изданные в 1903 году (переизданы в 1959).

## Дети (от Герцена)
- Елизавета (1858—1875), покончила жизнь самоубийством.
- Близнецы Елена и Алексей (1861—1864), умерли от дифтерита.